# Alekseï Orlov
Alekseï Maratovich Orlov, (en russe : Алексей Маратович Орлов; en kalmouk : Орлов Алексей Маратович), né le 9 octobre 1961 à Elista, est un homme politique russe d'ethnie kalmouke. Il est chef de la république de Kalmoukie de 2010 à 2019.

## Biographie
Nommé par Dimitri Medvedev comme chef de la République de Kalmoukie, il est confirmé par un vote du Parlement kalmouk le 28 septembre 2010 et succède à Kirsan Ilioumjinov le 24 octobre suivant. Il est réélu en 2014. Le 20 mars 2019, il remet sa démission au président Vladimir Poutine qui nomme Batou Khasikov pour le remplacer à titre intérimaire.